# 头序报春
头序报春（学名：Primula capitata ssp. capitata）为报春花科报春花属下的一个亚种。

## 扩展阅读
- 維基物種上的相關：头序报春